# Park Slope
Pour les articles homonymes, voir Slope.

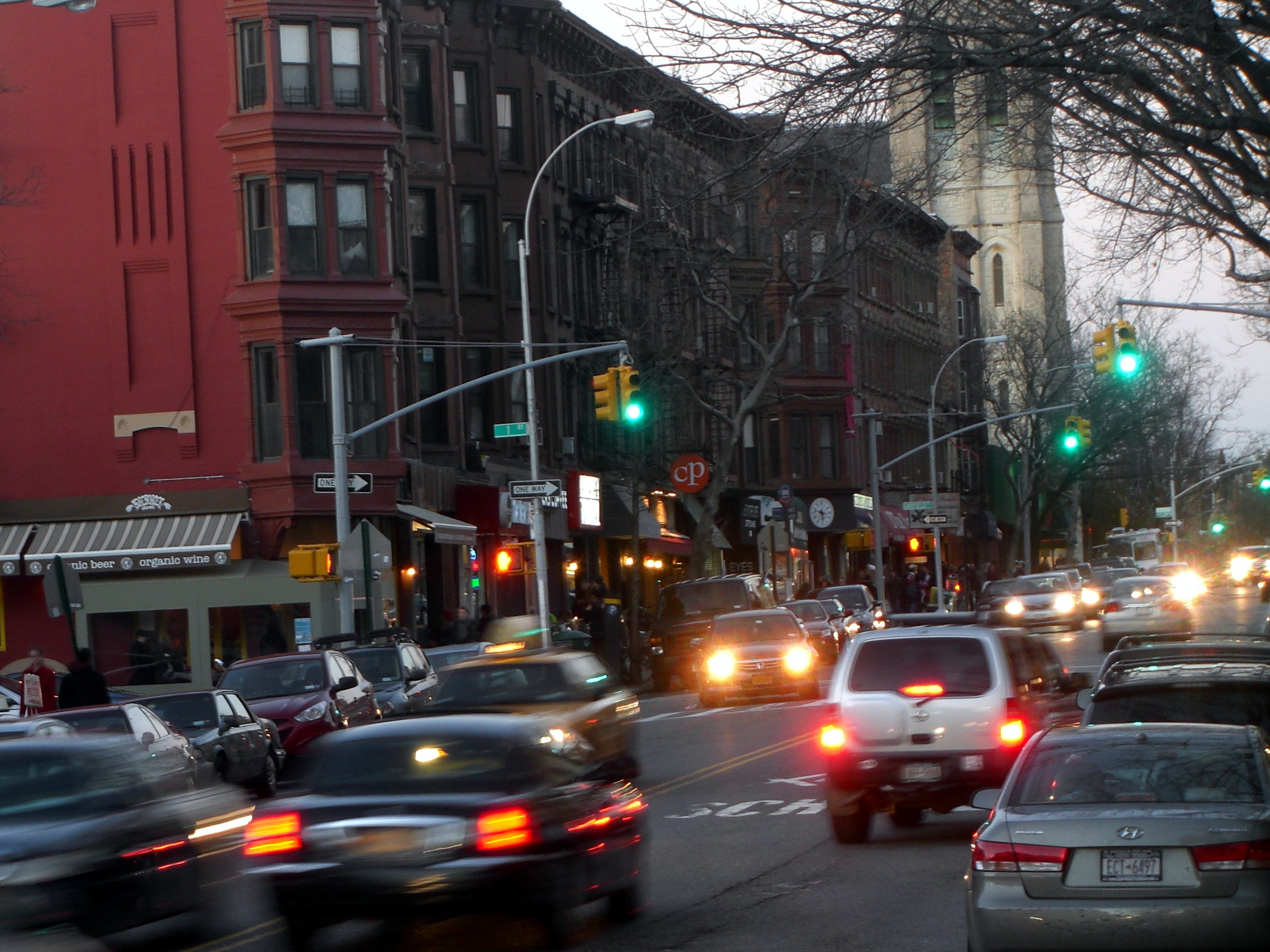
La 7e avenue à Park Slope.

Park Slope est un quartier aisé du nord-ouest de l'arrondissement de Brooklyn, à New York. Le quartier est approximativement délimité par Prospect Park West, à l'est, la Cinquième Avenue à l'ouest, l'Avenue Flatbush au nord, et Prospect Expressway au sud. En général, la partie du quartier qui va de l'avenue Flatbush à Garfield Place (les « rues portant un nom ») est considérée comme le « North Slope », la partie qui va  de la 1re à la 9e rues est considérée comme le « Slope Center », et au sud de la 10e rue, c'est le « South Slope »,,. Le quartier tire son nom de sa proximité avec le Prospect Park. La Cinquième Avenue et la Septième Avenue sont ses rues commerciales principales, tandis que les rues secondaires est-ouest sont bordées de maisons de grès et d'immeubles.
Park Slope comprend des bâtiments historiques (comme l'Adams House), des restaurants très populaires, des bars et des magasins. Et profite également de sa proximité avec Prospect Park, l'Académie de musique de Brooklyn, le jardin botanique de Brooklyn, le Brooklyn Museum, le Conservatoire de musique de Brooklyn, et la Bibliothèque centrale, ainsi que de la branche de Park Slope du Public Library system de la bibliothèque publique de Brooklyn.
Lors du recensement effectué en 2000, le quartier de Park Slope comptait une population d'environ 62 200 habitants.
Park Slope est l'un des quartiers les plus prisés de New York.
En décembre 2006, le magazine Natural Home a désigné Park Slope comme l'un des dix meilleurs quartiers d'Amérique sur la base de critères tels que les parcs, les espaces verts et les espaces de collecte de quartier ; les marchés fermiers et les jardins communautaires ; les transports publics et les entreprises locales ; et la politique environnementale et sociale.
En 2010, il a été classé numéro 1 à New York par le magazine New York, citant notamment ses écoles publiques de qualité, ses restaurants, sa vie nocturne, le shopping, l'accès au transport en commun, les espaces verts, la sécurité et le capital créatif. 
Il a été nommé l'un des « plus grands quartiers en Amérique » par l'American Planning Association en 2007, « pour ses caractéristiques architecturales et historiques et son mélange de résidences et d'entreprises, qui sont toutes prises en charge et conservées par ses citoyens actifs et impliqués. »
Park Slope fait partie du Brooklyn Community Board 6.